# Hyperaccumulator

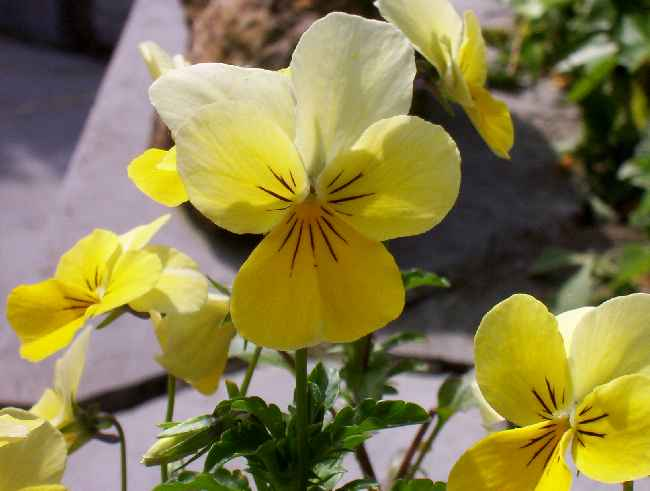
Het zinkviooltje groeit in bodems met een hoog zinkgehalte.

Een hyperaccumulator is een plant die kan groeien in grond of water met hoge concentraties metalen. Deze metalen worden via hun wortels opgenomen waarbij extreem hoge metaalniveaus in hun weefsels geconcentreerd worden. De metalen zijn dan in niveaus aanwezig die giftig zijn voor nauw verwante soorten die niet zijn aangepast aan het groeien op metaalhoudende bodems. Vergeleken met niet-hyperaccumulerende soorten halen hyperaccumulerende wortels het metaal in een hoger tempo uit de grond, brengen het sneller over naar hun scheuten en slaan grote hoeveelheden op in bladeren en wortels. Aangetoond is dat het vermogen om toxische metalen te hyperaccumuleren in vergelijking met verwante soorten het gevolg is van differentiële genexpressie en regulatie van dezelfde genen in beide planten.
Hyperaccumulerende planten zijn van belang vanwege hun vermogen om metalen uit de bodem van verontreinigde locaties te extraheren (fytoremediatie) om zo het ecosysteem terug te brengen naar een minder toxische toestand. De planten kunnen ook worden gebruikt voor het winnen van metalen uit bodems met zeer hoge concentraties (fytomining) door de planten te laten groeien en ze vervolgens te oogsten voor de metalen in hun weefsels.
Het genetische voordeel van hyperaccumulatie van metalen kan zijn dat de toxische niveaus van zware metalen in bladeren planteneters afschrikken of de toxiciteit van andere anti-herbivoor metabolieten verhogen.